# Adolf Strübe

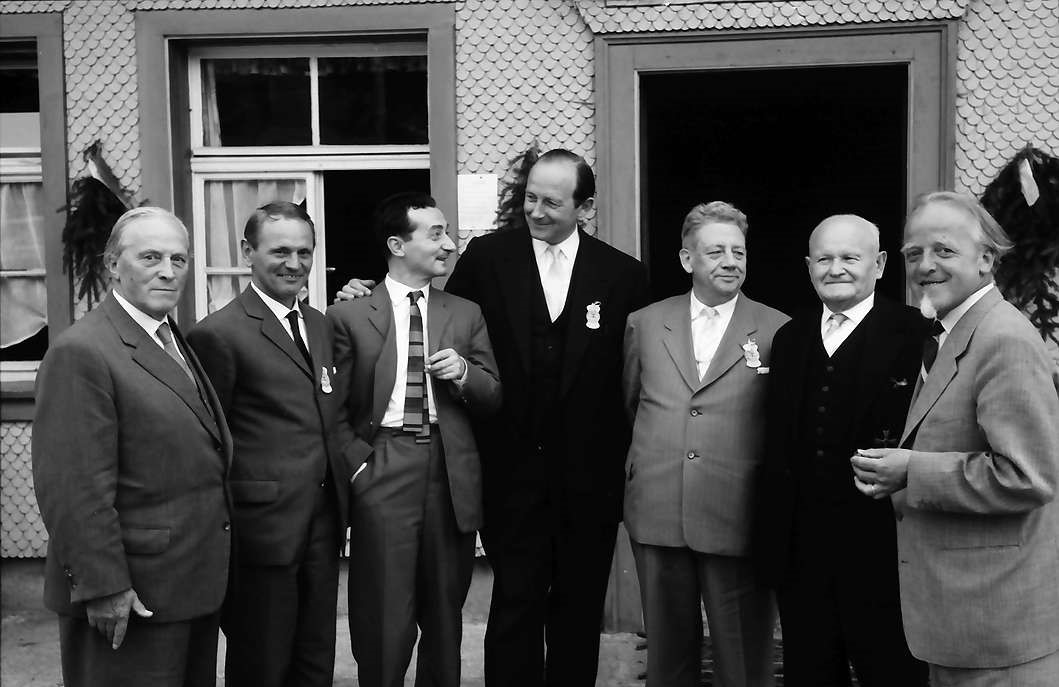
Adolf Strübe (ganz links) beim Hans-Thoma-Tag in Bernau im Schwarzwald 1959

Adolf Strübe (* 7. Dezember 1881 in Maulburg; † 23. September 1973 in Schopfheim) war ein deutscher Maler, der nach von seinen Lehrern an der Karlsruher Kunstakademie beeinflussten Anfängen noch vor dem Ersten Weltkrieg zu einem eigenständigen Maler der Moderne wurde.

## Leben
Strübe wurde im südbadischen Maulburg geboren. Im Alter von 17 Jahren ging er an die Kunstgewerbeschule in Karlsruhe und wechselte nach seiner Militärzeit 1904 an die Kunstakademie, wo er bei den Professoren Wilhelm Trübner und Ludwig Schmid-Reutte eine fundierte Ausbildung erhielt.
Seit 1909 wirkte er in Berlin, zunächst als Dozent an der Unterrichtsanstalt des Kunstgewerbemuseums; nach dem Ersten Weltkrieg, den er an der Westfront überlebte, als Professor für Malerei und Wandmalerei an der Staatlichen Hochschule für Bildende Künste in Berlin. Er stand in engem Kontakt mit seinen Kollegen Emil Rudolf Weiss und Karl Hofer.
Schon im Frühjahr 1914 fand eine Ausstellung seiner Werke bei Paul Cassirer statt, der die wichtigste Galerie für moderne Kunst in Deutschland leitete. Während der Zeit der Weimarer Republik stellte Strübe in den bedeutenden Galerien der Weimarer Republik aus, auch in Gruppenausstellungen mit Max Liebermann, Lovis Corinth, Max Pechstein und anderen.
1927 war er Mitbegründer der Badischen Secession, die sich gegen den offiziellen, durch den in Karlsruhe wirkenden Maler und späteren NS-Kulturpolitiker Hans Adolf Bühler repräsentierten Malstil und Kunstbetrieb richtete. Im gleichen Jahr wurde er Mitglied der im Kaiserreich von Max Liebermann und Walter Leistikow gegründeten Berliner Sezession.
Strübe behielt nach 1933 seine Professur, stellte aber nur noch selten aus und geriet mehrfach unter Druck, da er weder bereit war, seinen der nationalsozialistischen Kunstvorstellung widersprechenden Malstil zu ändern noch sich politisch anzupassen. Anders als sein Bruder, der Schriftsteller und Maler Hermann Burte, trat er nicht in die NSDAP ein.
1934 übernahm er den Vorsitz der Berliner Sezession und versuchte, deren durch die NS-Kulturpolitik gefährdete Existenz zu sichern.
Die Badische Secession wurde 1936 durch die Reichskammer der Bildenden Künste aufgelöst.
Strübes Tafelbild Rote Brücke (Öl auf Leinwand, 1925) wurde 1937 im Rahmen der Nazi-Aktion „Entartete Kunst“ aus dem Augustinermuseums Freiburg beschlagnahmt und vernichtet.
Nachdem 1944 sein Berliner Atelier zerstört wurde und Strübe den Großteil seines bis dahin geschaffenen Lebenswerks verloren hatte, kehrte er nach Lörrach zurück und engagierte sich nach dem Zweiten Weltkrieg vielfach bei der Neuorganisation der Bildenden Kunst in Baden.
Er wurde einer der Gründer der neu belebten Badischen Secession, war Mitglied des „Rats der Zehn“ im Künstlerbund Baden-Württemberg und arbeitete für den Bund als Juror. Vor allem aber wirkte er an entscheidender Stelle mit am Aufbau der Kunstakademie Freiburg, an der er bis in sein 75. Lebensjahr als Professor für Malerei arbeitete.
In den Jahren bis zu seinem Tod hatte er zahlreiche Ausstellungen, v. a. in Süddeutschland. 1955 erhielt er den renommierten Hans-Thoma-Preis des Landes Baden-Württemberg, 1952 wurde er Ehrenbürger seines Geburtsorts Maulburg, 1971 Ehrenbürger der Stadt Lörrach, in der er fast bis zu seinem Tod lebte.
Dem Museum in Lörrach übergab er 1971 einen Teil seiner Werke als Vermächtnis, im Gegenzug sagte das Museum ihm die Einrichtung einer ständigen Adolf-Strübe-Ausstellung zu, die allerdings heute nicht mehr zu sehen ist.

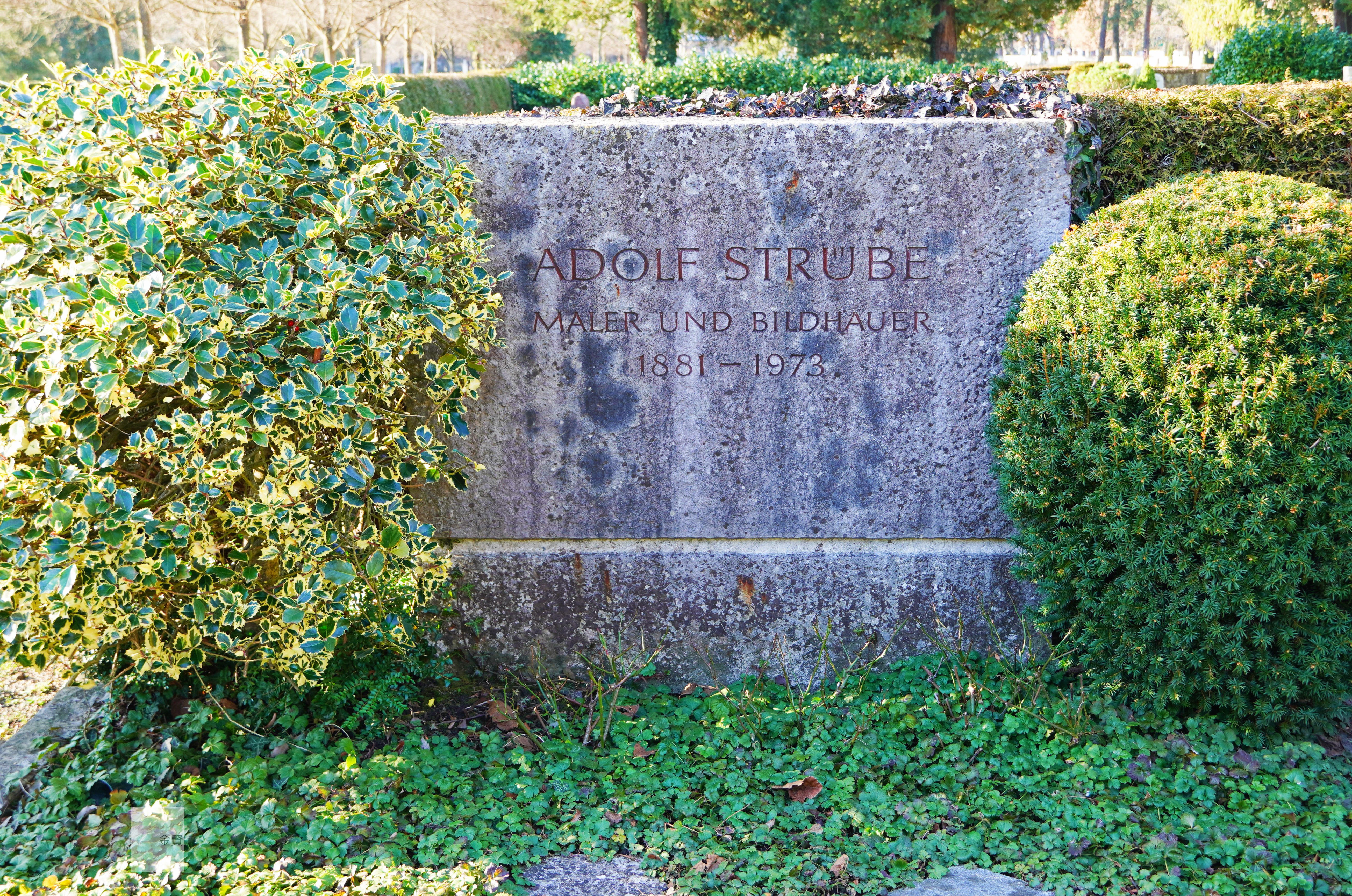
Grabstein von Adolf Strübe in Lörrach

Nach seinem Tod geriet er in Deutschland weitgehend in Vergessenheit, allein in seiner südbadischen Heimat wird er nach wie vor erinnert und ausgestellt. Große Verdienste daran hat die Galerie Robert Keller in Kandern, die den Nachlass des Malers pflegt und ihn auch in Berlin wieder ausstellte.
Er wurde auf dem Hauptfriedhof Lörrach beigesetzt.

## Werk

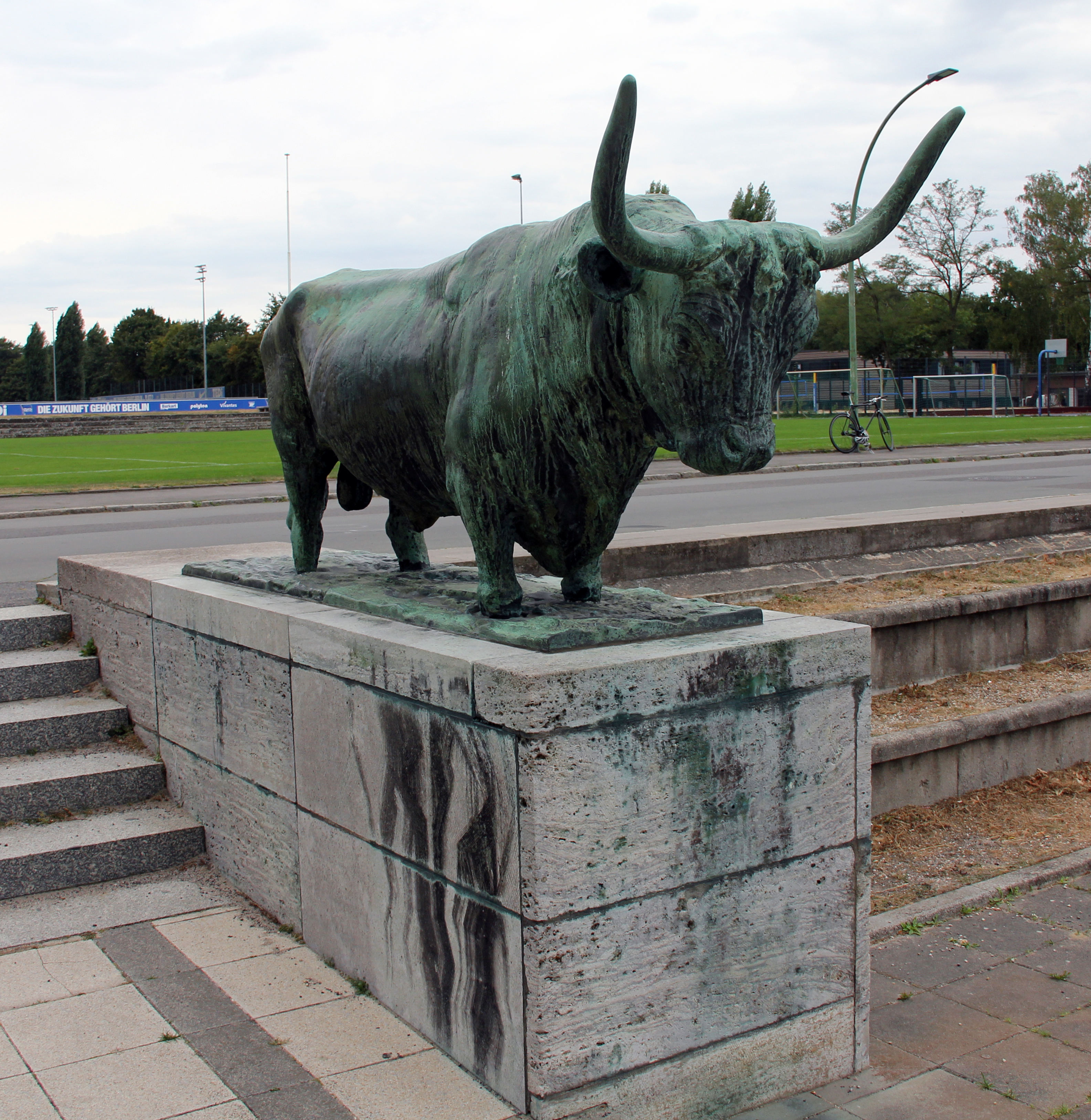
„Stier und Kuh“, 1936, Deutsches Sportforum, in Berlin-Westend

Die frühen Arbeiten Strübes waren noch geprägt durch seinen Lehrer Trübner und dessen Lehrer Wilhelm Leibl – es entstand eine dunkeltonige Malerei, die aber schon eine individuelle Handschrift trug.
Seinen eigentlichen Weg fand Strübe nach der Begegnung mit den Impressionisten und Paul Cézanne, deren Werke er auf Reisen nach Paris und in die Niederlande noch vor 1914 gesehen hatte. Von nun an schuf er helle, lichtdurchflutete Gemälde, die Pinselsetzung war locker, er abstrahierte stark, ohne je den Bezug auf das den Malakt auslösende Motiv ganz aufzugeben.
Diesen Weg verfolgte Strübe bis ins hohe Alter und veränderte ihn nur noch leicht, indem er die Spanne zwischen Abstraktion und gegenständlicher Malerei auslotete und im Alterswerk immer freier wurde, v. a. in seinen meisterhaften Aquarellen.
Datiert hat er seine Bilder und Zeichnungen fast nie, sein Werk erscheint als Einheit, unterschiedliche Phasen sind kaum auszumachen.
Als Künstler der Moderne ging es Strübe um das autonome Bild, er bildete nie ab, missachtete die Regeln der Zentralperspektive, wo es die bildimmanenten Gesetze erforderten, beendete und signierte Bilder, die nicht „fertig“ gemalt waren, die aber in ihrem Zustand vollendet waren, kein Thema war ihm wichtiger als ein anderes. Strübe schrieb: „Die Linien und Flächen haben im Bild für sich eine selbständige Funktion. Die Einbeziehung des Naturbilds darf diese Funktion nicht stören oder gar zerstören.“ (Text aus dem schriftlichen Nachlass).
Dabei ging Strübe nie so weit wie die Vertreter der abstrakten Malerei – die Anbindung seiner Kunst an reale Landschaften, Menschen oder Gegenstände war ihm durchweg wichtig.

## Arbeiten im öffentlichen Raum
Nachdem er schon 1903/04 während seiner Militärzeit in Konstanz sein erstes großes Wandbild geschaffen hatte, wurde er 1912 mit der Herstellung eines Kreuzigungsbildes für die Friedhofskapelle der Berliner Schlossgemeinde beauftragt.
1923 folgten Wandmalereien auf Gut Phöben im Osthavelland. 1925 wurde seine erste öffentliche Skulptur in Eilenburg (Thüringen) errichtet, 1929 das Gefallenendenkmal auf dem Lörracher Friedhof. Für das Rathaus der Stadt Basel (Schweiz) schuf er 1929 Glasfenster und 1935/36 entstanden zwei Tierplastiken sowie 1940 ein großdimensioniertes Wandbild auf dem Berliner Reichssportfeld.
1956 vollendete Strübe im Alter von 74 Jahren Wandgemälde im Lörracher Kreiskrankenhaus und ein Sgraffito an der Gewerbeschule Lörrach.

## Ausstellungen (Auswahl)
- 1914 Kunstsalon Cassirer Berlin
- 1920 und 1923 Kunstsalon Cassirer Berlin
- 1921 und 1927 Galerie Flechtheim Berlin
- 1922 Neues Museum Wiesbaden
- 1931 Galerie Hartberg Berlin
- 1942 Kronprinzenpalais Berlin (mit Georg Kolbe und Fritz Klimsch)
- 1952 Kunstverein Freiburg i.Br.
- 1953 Kunstverein Mannheim
- 1954 Staatliche Kunsthalle Baden-Baden
- 1957 Staatsgalerie Stuttgart
- 1961 Kunstverein Freiburg i.Br.
- 1962 Kunsthalle Baden-Baden und Heidelberg
- 1962 Musée des Beaux-Arts Besancon
- 1971 Museum am Burghof Lörrach
- 1974 Gedächtnisausstellung Villa Aichele Lörrach
- 1981 Gedächtnisausstellung zum 100. Geburtstag im Augustinermuseum Freiburg und im Museum am Burghof Lörrach
- 1989 Galerie Kost March-Hugstetten bei Freiburg i.Br.
- 1991 Großherzogliches Palais Badenweiler
- 1997 Markgräfler Museum Müllheim
- ab 2002 Galerie Robert Keller Kandern und Berlin